# Lago Spigorel
Il lago Spigorel, conosciuto anche come lago di Vigna Vaga, si trova nelle Prealpi Orobie, in val Sedornia, in territorio amministrativo di Valbondione (provincia di Bergamo).
Il lago, di origine glaciale, ha una superficie di circa 2.800 metri quadrati e si adagia in una piccola conca naturale posta tra i monti Barbarossa e Vigna Vaga.
In esso confluiscono le acque provenienti dallo scioglimento delle nevi e dalle frequenti precipitazioni.
È raggiungibile sia da Tezzi Alti, frazione di Gandellino, che da Boario, frazione di Gromo, percorrendo il sentiero dell'Alto Serio che unisce le due località. Una volta giunti in val Sedornia, laterale della val Seriana, si prende la traccia contrassegnata con il segnavia del CAI numero 309. 

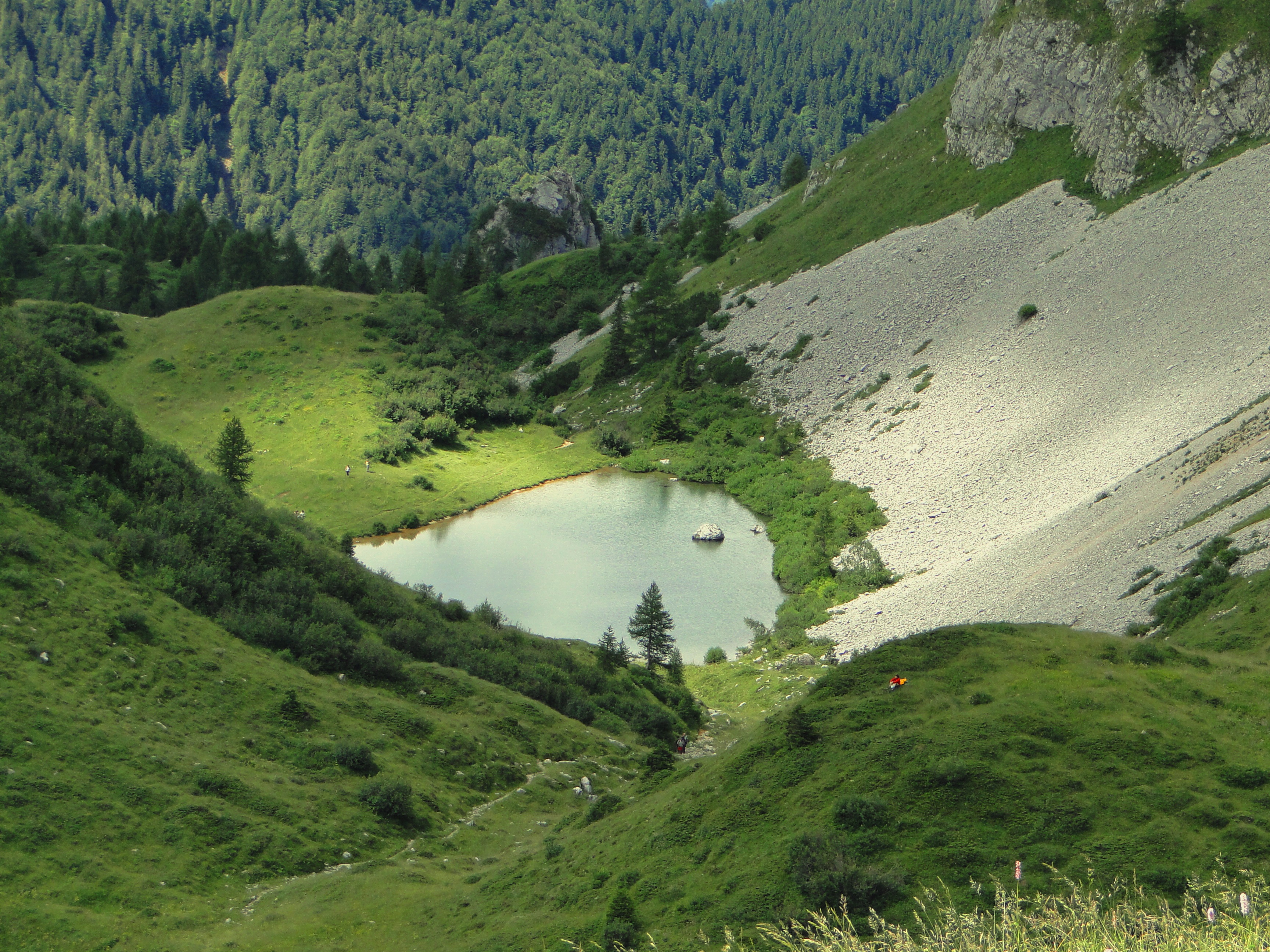
Il lago Spigorel in estate